# Everingen
Everingen è una frazione (Ortsteil) del comune tedesco di Oebisfelde-Weferlingen, situato nel circondario di Börde, nel land della Sassonia-Anhalt. 
Fino al 30 agosto 2010 Everingen era un comune autonomo.